# Caddy Lake
Caddy Lake är en sjö i Kanada.   Den ligger i provinsen Manitoba, i den sydöstra delen av landet, 1 500 km väster om huvudstaden Ottawa. Caddy Lake ligger 316 meter över havet.
I omgivningarna runt Caddy Lake växer i huvudsak blandskog. Trakten runt Caddy Lake är nära nog obefolkad, med mindre än två invånare per kvadratkilometer.